# المنشأة الصغرى (أسيوط)
قرية المنشأة الصغرى هي إحدى القرى التابعة لمركز القوصية في محافظة أسيوط في جمهورية مصر العربية. 
حسب إحصاءات سنة 2006، بلغ إجمالي السكان في المنشأة الصغرى 4239 نسمة، منهم 2204 رجل و2035 امرأة.